# منتخب منغوليا تحت 18 سنة لهوكي الجليد للرجال
منتخب منغوليا تحت 18 سنة لهوكي الجليد للرجال هو ممثل منغوليا الرسمي في المنافسات الدولية في هوكي الجليد
.